# Yaprak Dökümü
Yaprak Dökümü (que l'on pourrait traduire par « La Chute des feuilles » en français) est un roman de l'écrivain et dramaturge turc Reşat Nuri Güntekin paru en 1939.
Il a été adapté à plusieurs reprises au cinéma et à la télévision, notamment dans la série télévisée turque Yaprak Dökümü diffusée de 2006 à 2010 sur Kanal D.